# Metaxáta
Metaxáta (grec moderne Μεταξάτα) est un village de la partie sud-est de Céphalonie. Il fait partie du dème d'Argostóli.

## Toponymie
Metaxáta doit son nom au noble byzantin, adjoint de Constantin XI Paléologue, Marcantónio Metaxás, qui s'installe dans la région (qui s'appelait jusqu'alors Frantzáta) après la chute de Constantinople en 1453. Des membres éminents de la famille historique Metaxas, tels que les frères Andreas et Konstantinos Metaxas, qui ont dirigé une force de Céphaloniens ayant participé à la révolution du Péloponnèse de 1821, sont originaires du village.

## Histoire
La région est déjà habitée depuis l'Antiquité, comme l'indiquent les tombes mycéniennes découvertes dans la région de Halikeras par l'archéologue Spyros Marinatos. Lors de son passage à Céphalonie en 1777, Côme d'Étolie enseigne dans le lieu-dit « Stavros » de Metaxáta. Jusqu'aux tremblements de terre de 1953, un auvent avec une croix en bois marque l'endroit exact où il avait séjourné.

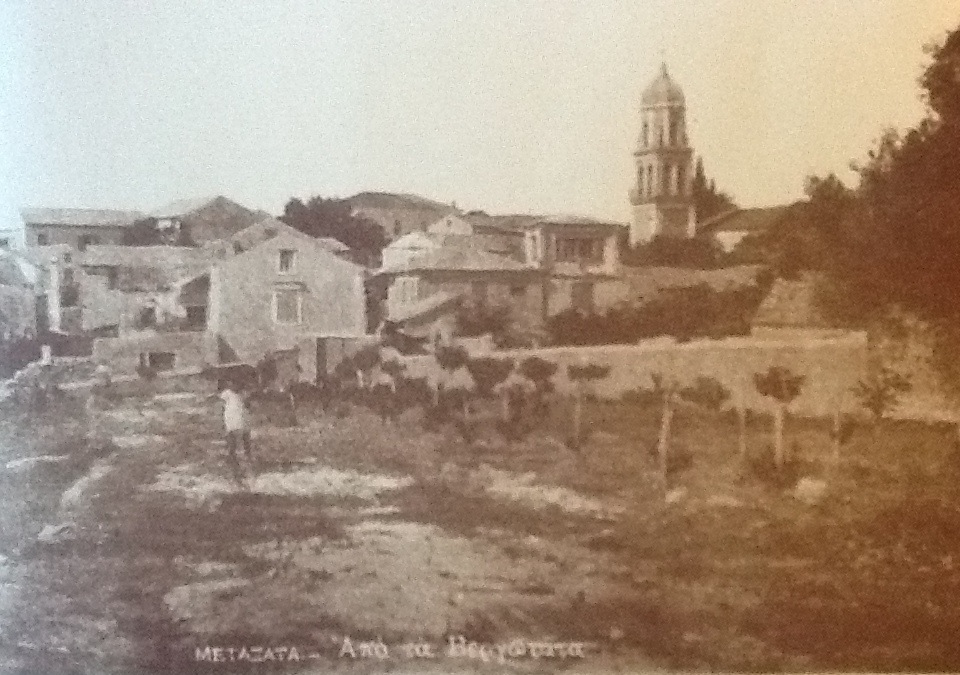
Metaxata au début du XXe siècle. Le clocher présismique d'Agia Paraskevi est visible.

Lord Byron vit également dans le village pendant quatre mois en 1823, avant de se rendre à Messolonghi, et écrit plusieurs poèmes sur la région et sa beauté naturelle. Sur la place centrale du village, se trouve sa statue et, à proximité, la maison où il a vécu. Une plaque commémorative en l'honneur du poète philhellène se trouve à l'entrée de la maison.
Sur la place centrale du village se trouve l'église d'Agia Paraskevi, un exemple classique de l'architecture ionienne, reconstruite immédiatement après les tremblements de terre de 1953. Dans le clocher de l'église, une plaque commémorative est placée en l'honneur du capitaine Gerasimos V. Metaxas et des cinq marins de Metaxata qui meurent le 6 octobre 1925 lors du naufrage du bateau à vapeur Margarita dans l'océan Indien.
Jusqu'en 1953, il y a six églises à Metaxata, appartenant pour la plupart aux grandes familles du village. Trois d'entre elles fonctionnent encore aujourd'hui : l'I.N. Agia Paraskevi, l'I.N. Panagia et l'I.N. Agios Nikolaos. L'église d'Agios Nikolaos Metaxata est le siège de l'évêché de Céphalonie et de Zante au XVIIe siècle, raison pour laquelle les habitants l'appellent aujourd'hui « Episkopi ». La première imprimerie de Grèce fonctionne au même endroit lorsqu'elle est transférée d'Angleterre à Metaxata par l'archevêque de Céphalonie, Zante et Ithaque (1628-1645) Nicodème Metaxas. Les ruines de la première imprimerie sont conservées à ce jour dans la cour de l'église.

### Après le tremblement de terre de 1953
Metaxata, comme l'ensemble de Céphalonie, subit une destruction totale lors du grand séisme d'août 1953, qui détruit toutes les maisons en pierre du village. Leur reconstruction s'achève vers la fin des années 1950, la plupart des maisons conservant leur caractère traditionnel d'avant le tremblement de terre. Cependant, les bouleversements économiques provoqués par les tremblements de terre forcent de nombreux habitants à partir pour Athènes ou d'autres centres urbains et la population enregistre un fort déclin, qui commence à s'inverser au cours des dernières années, en particulier depuis la fin des années 1990. Aujourd'hui, Metaxata est le siège de l'orchestre philharmonique de la municipalité de Livathó et du groupe volontaire de protection des forêts de l'île.

## Géographie
Metaxata est bordée à l'est par Keramíes, au sud par Kourkoukláta et à l'ouest par Lakithra. Le village est aussi à 8 km au sud-est d'Argostóli, la capitale de l'île. La région est dominée par des plaines fertiles qui favorisent les activités agricoles et d'élevage, tandis que le climat extrêmement fertile du village est en grande partie dû à sa proximité, au nord et à l'est, avec la chaîne de montagnes du mont Ainos. Metaxata forme un carrefour avec deux routes, l'une menant à l'ouest vers Lakíthra et Argostoli et l'autre menant au nord vers Trayliata et la route Argostoli-Poros et au sud vers Kourkoumelata et l'aéroport.
| Argostoli           | mont Ainos   | mont Ainos |
| Lakíthra            | Metaxáta     | Keramiés   |
| Svoronáta, aéroport | Kourkouklata |            |

## Population
| Année | Population |
| ----- | ---------- |
| 1981  | 367        |
| 1991  | 357        |
| 2001  | 493        |
| 2011  | 504        |
| 2021  | 439        |